# جامع العلوم والحكم
جامع العلوم والحكم هو:
كتابٌ من كتب الحديث، واسمه الكامل جامع العلوم والحكم في شرح خمسين حديثا من جوامع الكلم، ألفه الحافظ ابن رجب الحنبلي (736 هـ - 795 هـ)، يعد الكتابُ شرحاً للأربعينَ النوويةِ وهو أفضلُ الشروح من حيثُ استيعابُ الكلامِ على الحديث سندا ومتنا، فقد جمع يحيى بن شرف النووي اثنين وأربعين حديثاً ونظّمها وشرحها وسماها الأربعين النووية، ثم جاء ابن رجب فزاد على هذه الأربعينَ ثمانيةً وسماها «جامعُ العلوم والحكمِ في شرحِ خمسينَ حديثاً من جوامعِ الكلم»، وقد جاء الكتابُ جامعاً؛ إذ جمع فيه ابنُ رجب علوماً كثيرةً، يَسهل على العامي فهمها ولا غنى للمتعلم عنها، منها الكلامُ على الحديث صحة وضعفا وتخريجاً له من بطون أمَّاتِ الكتب - سيّما - وأن مؤلفه حافظٌ من حفّاظ الحديث. وتناول -أيضاً- الكلامَ على العقائد والأحكام فأبدع وأفاد. وفي الجملة فالكتابُ جامعٌ للعلوم والحكم.

## مقدمةُ الكتاب
بعد أن افتتحها بالحمد والصلاة على النبي، ذكر اختصاصَ النبي بجوامع الكلم (أوتيت جوامع الكلم واختصر لي الحديث اختصارًا) وأن جوامع الكلم منها ما ورد في القرآن كالآية ﴿إِنَّ اللَّهَ يَأْمُرُ بِالْعَدْلِ وَالْإِحْسَانِ وَإِيتَاءِ ذِي الْقُرْبَى وَيَنْهَى عَنِ الْفَحْشَاءِ وَالْمُنْكَرِ وَالْبَغْيِ يَعِظُكُمْ لَعَلَّكُمْ تَذَكَّرُونَ ۝٩٠﴾ [النحل:90] ومنها كلام النبي، وقد جمعها عدد من العلماء مثل أبو بكر ابن السني في كتاب «الإيجاز وجوامع الكلم من السنن المأثورة» وجمع القاضي أبو عبد الله القُضاعي «الشهاب في الحكم والآداب»، وابن الصلاح في «الأحاديث الكلية» والسعدي ألف كتاب بهجة قلوب الأبرار وقرة عيون الأخيار في شرح جوامع الأخبار، وذكر ابن رجب اختياره لكتاب من كتب جوامع الكلم النبوي ليشرحه ووقع اختياره على كتاب الأربعون النووية من الكتب التي جمعت هذا النوع من الأحاديث المختصرة والغنية بالمعاني:
| جامع العلوم والحكم | ثم إن الفقيه الإمام الزاهد القدوة أبا زكريا يحيى النووي رحمة الله عليه أخذ هذه الأحاديث التي أملاها ابن الصلاح، وزاد عليها تمام اثنين وأربعين حديثا، وسمى كتابه " بالأربعين "، واشتُهرت هذه الأربعون التي جمعها، وكثر حفظُها، ونفع الله بها ببركة نية جامعها، وحسنِ قصده . وقد تكرر سؤالُ جماعة من طلبة العلم والدين لتعليق شرح لهذه الأحاديث المشار إليها، فاستخرت الله سبحانه وتعالى في جمع كتاب يتضمن شرحَ ما ييسره الله تعالى من معانيها، وتقييد ما يفتح به سبحانه من تبيين قواعدها ومبانيها، وإياه أسأل العونَ على ما قصدت، والتوفيقَ لصلاح النية والقصد فيما أردت، وأعول في أمري كلِّهِ عليه، وأبرأ من الحول والقوة إلا إليه | جامع العلوم والحكم |

## الأحاديث الخمسون الواردة في الكتاب
الأحاديثُ الخمسونَ في الكتاب تتضمن 42 حديثًا من كتاب الأربعين نووية وثمانيةَ أحاديثَ أضافها ابْنُ رحب، وهي كما ذكر في مقدمة الكتاب
| جامع العلوم والحكم | وقد كان بعض من شرح هذه الأربعين قد تعقب على جامعها تركه لحديث : (ألحقوا الفرائض بأهلها، فما أبقت الفرائض، فلأولى رجل ذكر) قال : لأنه الجامع لقواعد الفرائض التي هي نصف العلم، فكان ينبغي ذكره في هذه الأحاديث الجامعة، كما ذكر حديث (البينة على المدعي، واليمين على من أنكر) لجمعه لأحكام القضاء. فرأيت أنا أن أضم هذا الحديثَ إلى أحاديثِ الأربعينَ التي جمعها الشيخُ، وأن أضم إلى ذلك كلِّهِ أحاديثَ أُخَرَ من جوامع الكلم الجامعة لأنواع العلوم والحكم، حتى تكملَ عدةُ الأحاديث كلها خمسين حديثاً• وهذه تسميةُ الأحاديث المزيدةُ على ما ذكره الشيخ في كتابه : حديث : ألحقوا الفرائض بأهلها حديث : (يحرم من الرضاع ما يحرم من النسب) حديث : (إن الله إذا حرم شيئا حرم ثمنه) حديث : (كل مسكر حرام) حديث : (ما ملأ آدمي وعاء شرا من بطن) حديث : (أربع من كن فيه كان منافقا) حديث : (لو أنكم توكلون على الله حق توكله، لرزقكم كما يرزق الطير) حديث : (لا يزال لسانك رطبا من ذكر الله عز وجل). وسميته : جَامِعُ العُلُومِ والحِكَم في شرحِ خمسينَ حديثاً من جوامعِ الكلم | جامع العلوم والحكم |

## نهج الكتاب
ذكر ابن رجب أن غرضَه هو شرحُ الألفاظ النبوية التي تضمنتها هذه الأحاديثُ الكليةُ، «فلذلك لا أتقيد بكلام الشيخ  في تراجم رواة هذه الأحاديث من الصحابة رضي الله عنهم، ولا بألفاظه في العزو إلى الكتب التي يعزو إليها، وإنما آتي بالمعنى الذي يدل على ذلك ؛ لأني قد أعلمتك أنه ليس لي غرضٌ إلا في شرح معاني كلمات النبي -صلى الله عليه وءاله وسلم - الجوامعِ، وما يتضمنه من الآداب والحِكم والمعارف والأحكام والشرائع. وأشير إشارة لطيفة قبل الكلام في شرح الحديث إلى إسناده ؛ ليُعلم بذلك صحتُه وقوته وضعفه. وأذكر بعض ما روي في معناه من الأحاديث إن كان في ذلك الباب شيءٌ غيرُ الحديث الذي ذكره الشيخ، وإن لم يكن في الباب غيره، أو لم يكن يصح فيه غيره، نبهت على ذلك كله.»
ويبدأ ابن رجب بذكر السند وتقييمه لذلك السند ثم يقدم موضوعَ الحديث وسببَ وروده ثم يقسمه ويبين كلَّ قسم منه ويشرح مفرداتِه ويذكر روايتَه والاختلافاتِ والنصوصَ الموافقةَ لمعنى الحديثِ ثم يذكر رأيه في نهاية الشرح. وشروحه متفاوتة في الطول حسب الموضوع.